# Cololejeunea hainanensis
Cololejeunea hainanensis là một loài Rêu trong họ Lejeuneaceae. Loài này được R.L. Zhu mô tả khoa học đầu tiên năm 1995.